# البريد اليمني
الهيئة العامة للبريد والتوفير البريدي أو البريد اليمني هيئة حكومية يمنية تابعة ل وزارة الاتصالات وتقنية المعلومات تأسست بعد توحيد اليمن عام 1950 باندماج مؤسسات البريدفي الجمهورية العربية اليمنية وجمهورية اليمن الديمقراطية الشعبية، وهي المسؤول عن توفير خدمات البريد وإرسال الطرود في الجمهورية اليمنية وإصدار الطوابع البريدية ويقدم خدمات مصرفية مثل حسابات التوفير وتحويل الأموال وتسديد الفواتير.

## مراحل تاريخية
- 1868 البريد العثماني يفتتح أول مكاتب البريد في صنعاء، تعز، الحديدة، مناخة.[1]
- 1926 المملكة المتوكلية اليمنية تصدر أول طوابع بريدية تطبع في اليمن عقب استقلال شمال اليمن عن الدولة العثمانية . [2]
- 1930 المملكة المتوكلية اليمنية تنضم إلى الاتحاد البريدي العالمي.[2]
- 1937 محمية عدن تصدر أول طابع بريدي يحمل اسم مدينة عدن.[2]
- 1946 انضمام المملكة المتوكلية اليمنية إلى اتحاد البريد العربي كأحد المؤسسين الخمسة.[2]
- 1963 إصدار أول طوابع بريدية باسم الجمهورية العربية اليمنية.[1]
- 1968 جمهورية اليمن الديمقراطية الشعبية تصدر أول طوابع بريدية عقب استقلال جنوب اليمن عن بريطانيا.[1]
- 1990 دمج مؤسسات البريد في شمال وجنوب اليمن بعد إعلان الوحدة في الهيئة العامة للبريد والتوفير البريدي.[2]

## طوابع بريدية

### المملكة المتوكلية اليمنية

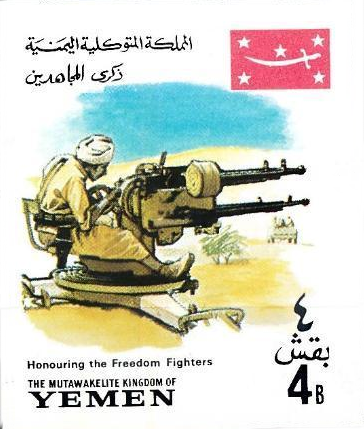
طابع بريدي اصدار المملكة المتوكلية اليمنية
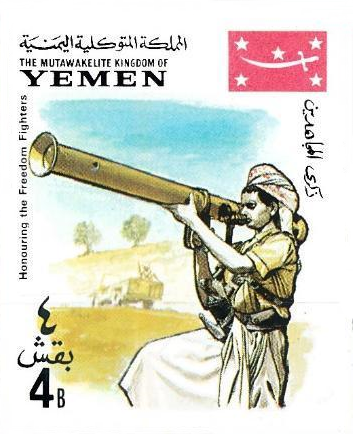
طابع بريدي اصدار المملكة المتوكلية اليمنية
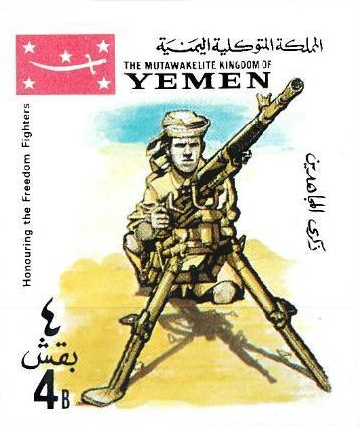
طابع بريدي اصدار المملكة المتوكلية اليمنية
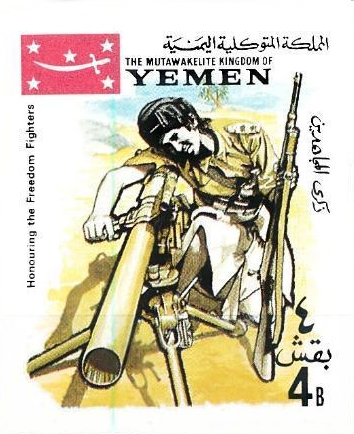
طابع بريدي اصدار المملكة المتوكلية اليمنية
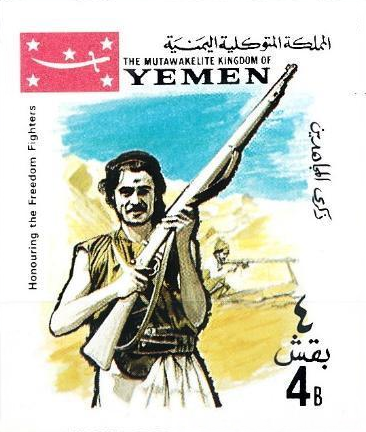
طابع بريدي اصدار المملكة المتوكلية اليمنية
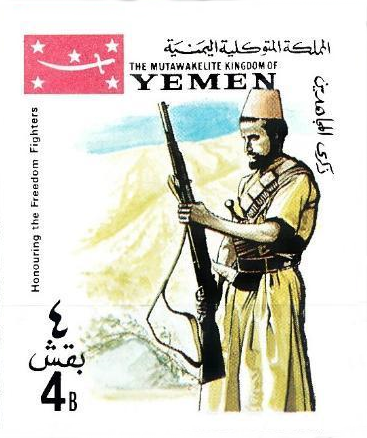
طابع بريدي اصدار المملكة المتوكلية اليمنية
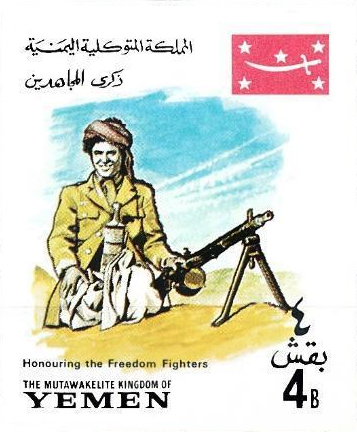
طابع بريدي اصدار المملكة المتوكلية اليمنية
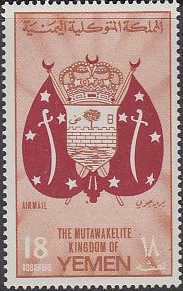
طابع بريدي اصدار المملكة المتوكلية اليمنية
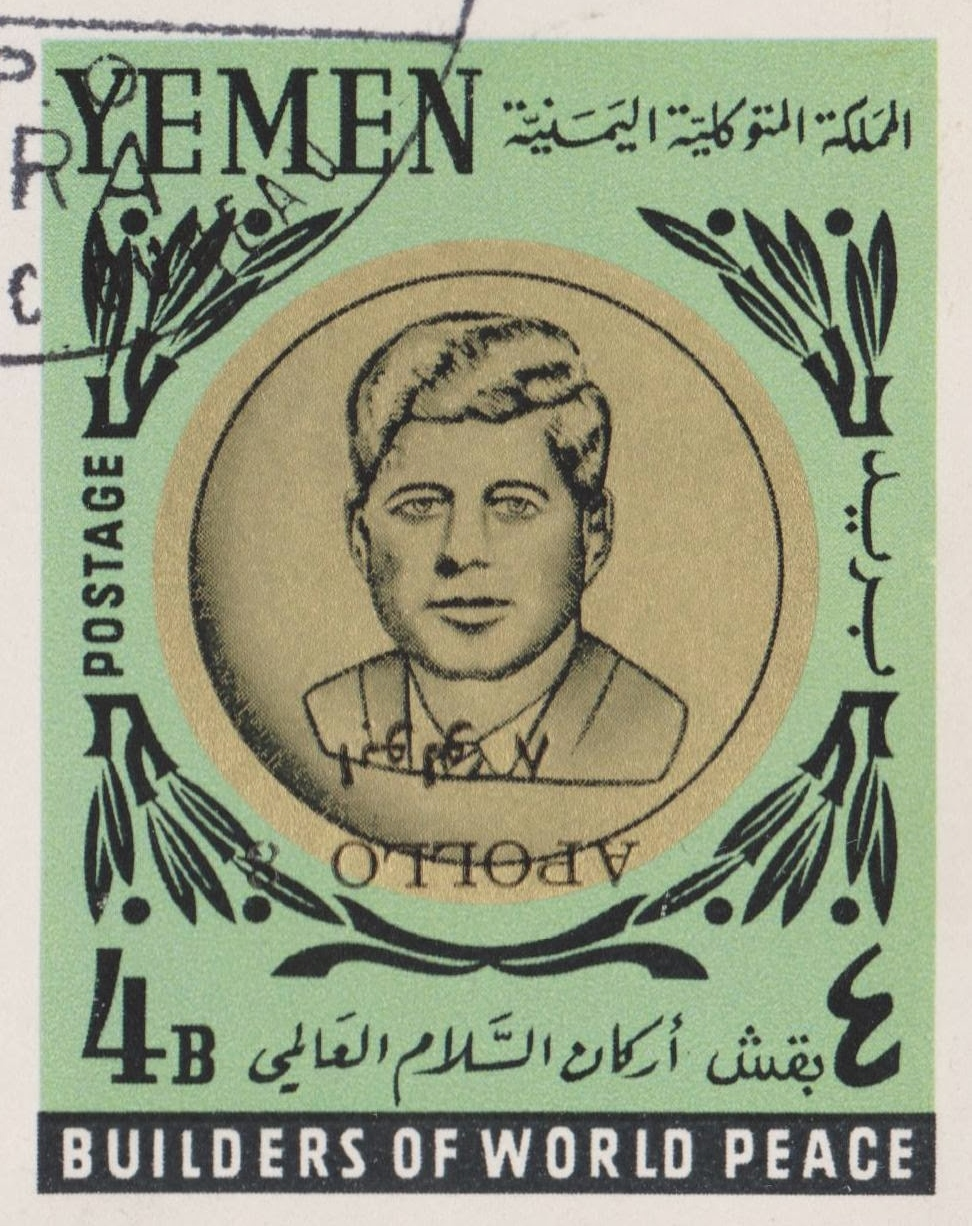
طابع بريدي اصدار المملكة المتوكلية اليمنية
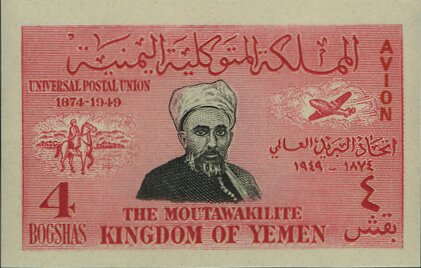
طابع بريدي اصدار المملكة المتوكلية اليمنية
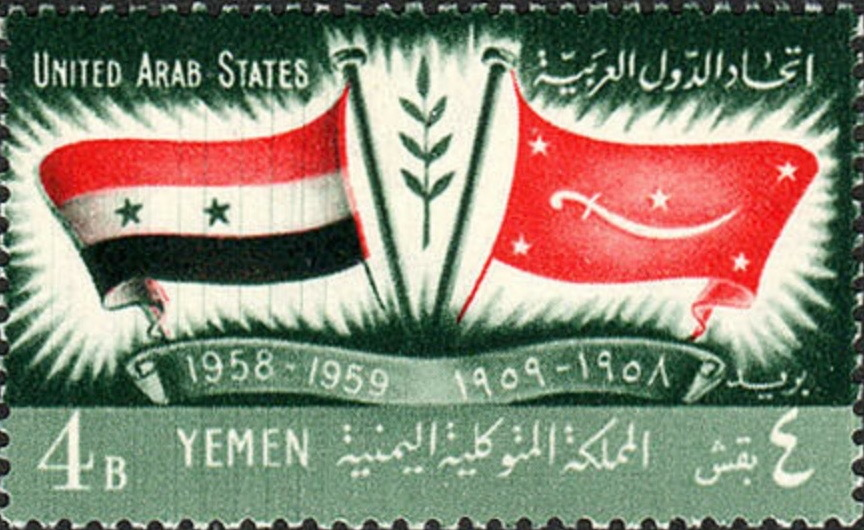
طابع بريدي اصدار المملكة المتوكلية اليمنية بمناسبة اتحاد الدول العربية بين اليمن والجمهورية العربية المتحدة
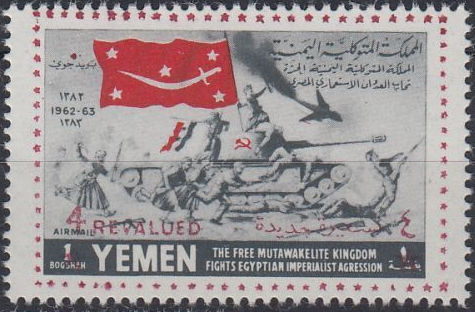
طابع بريدي اصدار المملكة المتوكلية اليمنية
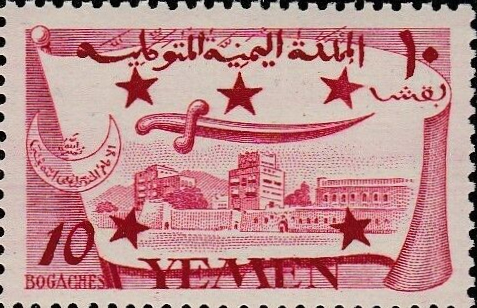
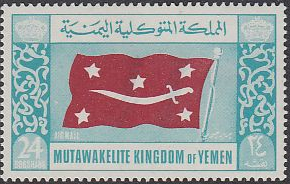
طابع بريدي اصدار المملكة المتوكلية اليمنية
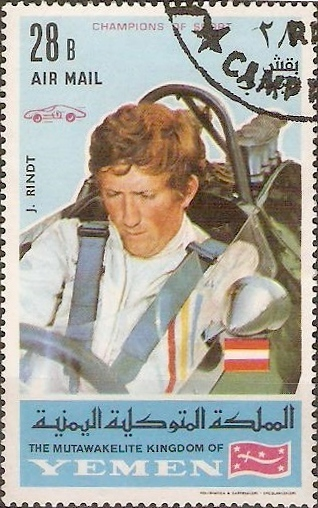
طابع بريدي اصدار المملكة المتوكلية اليمنية
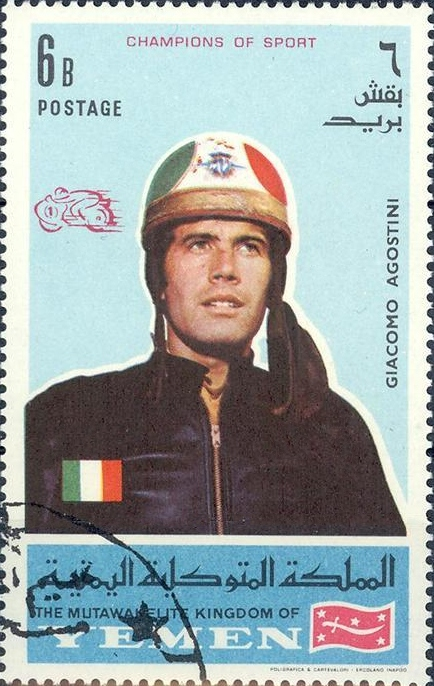
طابع بريدي اصدار المملكة المتوكلية اليمنية
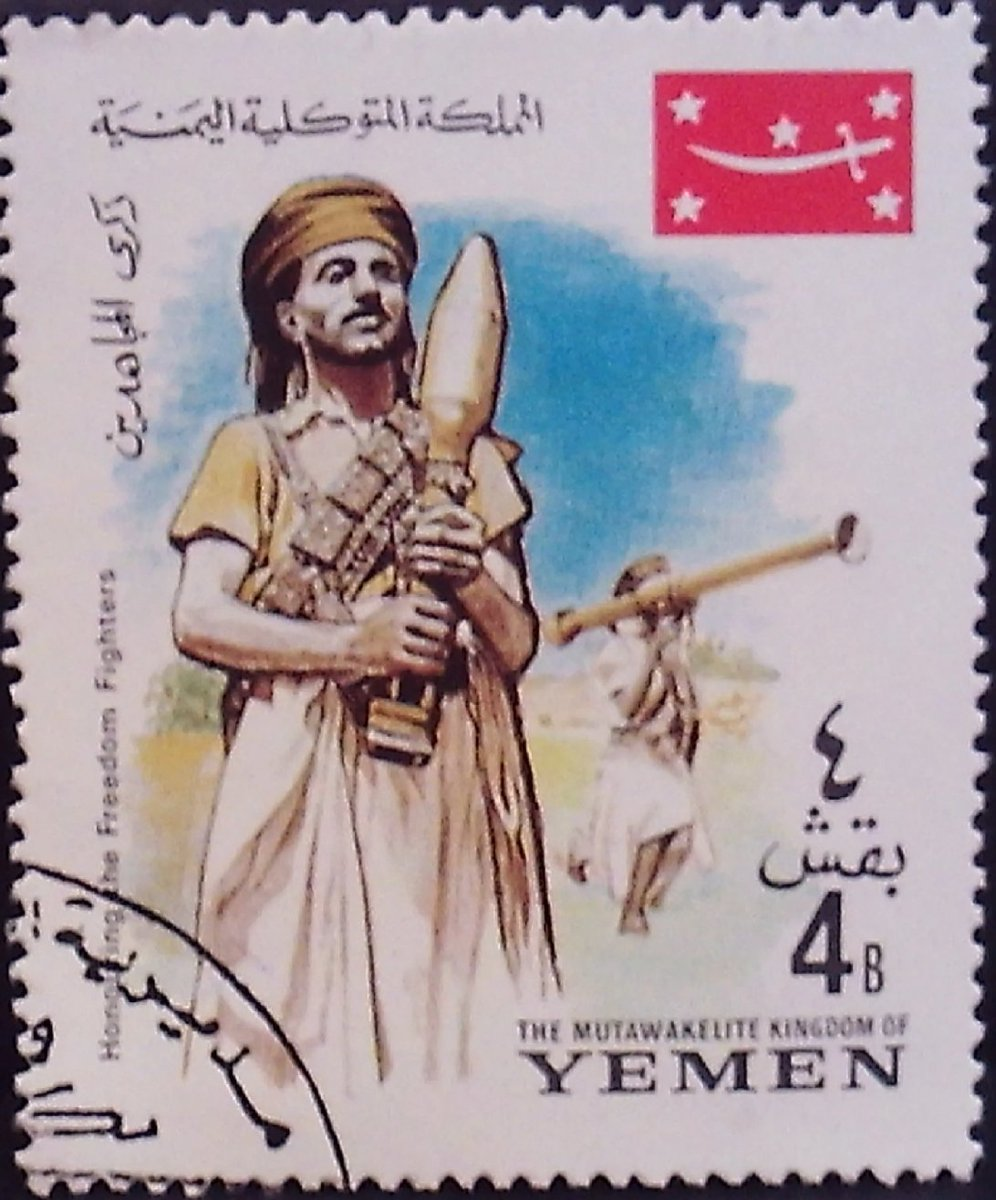
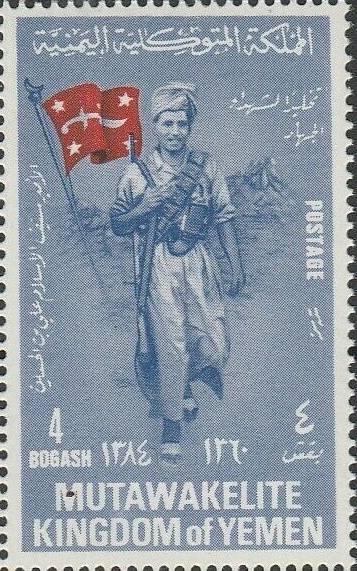
طابع بريدي اصدار المملكة المتوكلية اليمنية
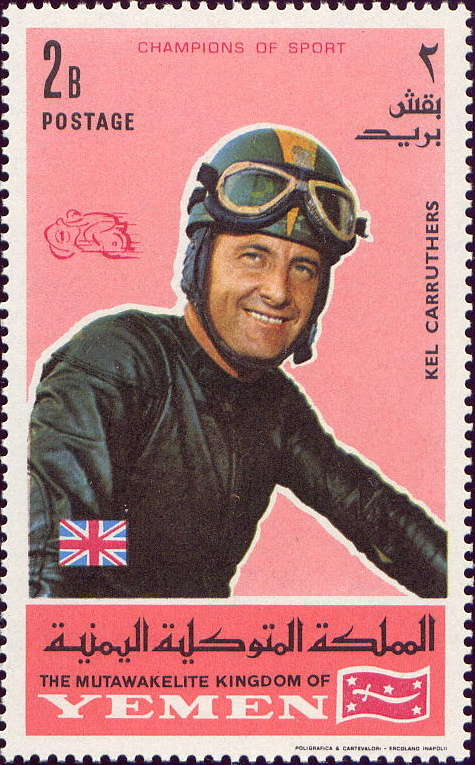
طابع بريدي اصدار المملكة المتوكلية اليمنية
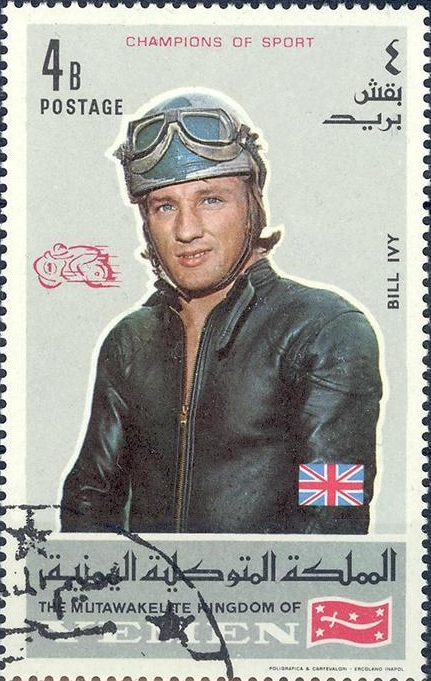
طابع بريدي اصدار المملكة المتوكلية اليمنية
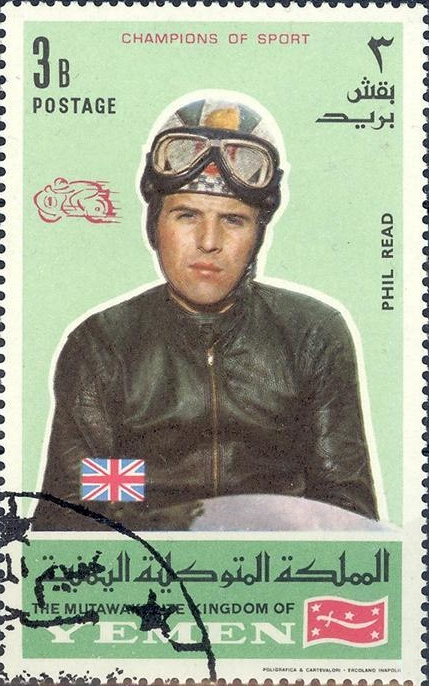
طابع بريدي اصدار المملكة المتوكلية اليمنية
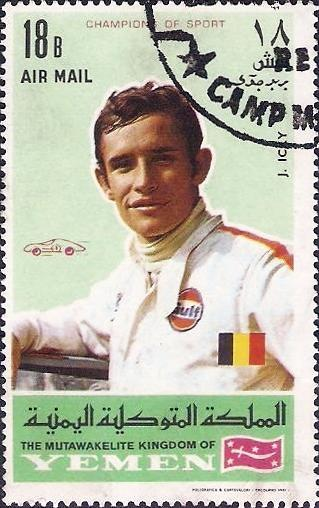
طابع بريدي اصدار المملكة المتوكلية اليمنية
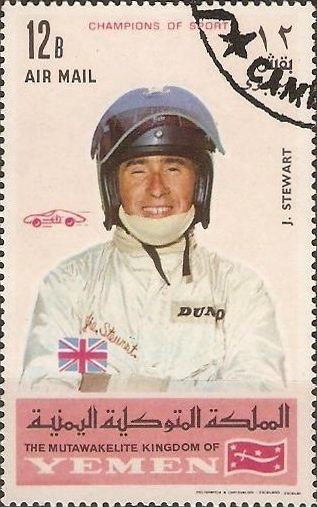
طابع بريدي اصدار المملكة المتوكلية اليمنية
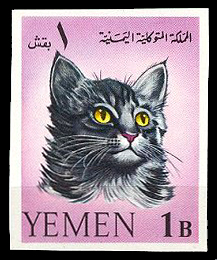
طابع بريدي اصدار المملكة المتوكلية اليمنية
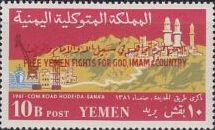
طابع بريدي اصدار المملكة المتوكلية اليمنية
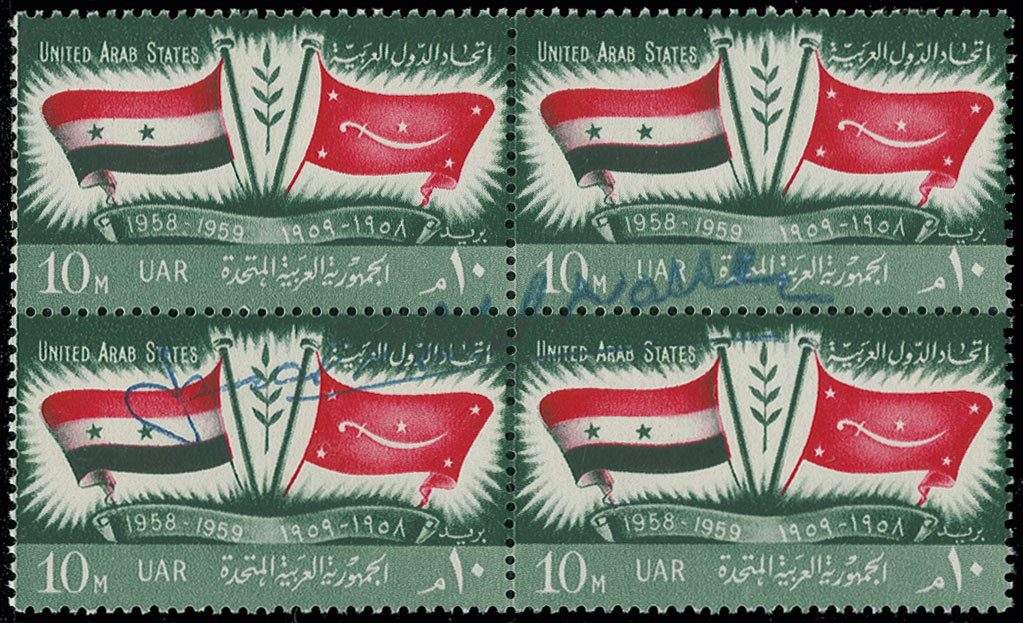
طابع بريدي اصدار المملكة المتوكلية اليمنية
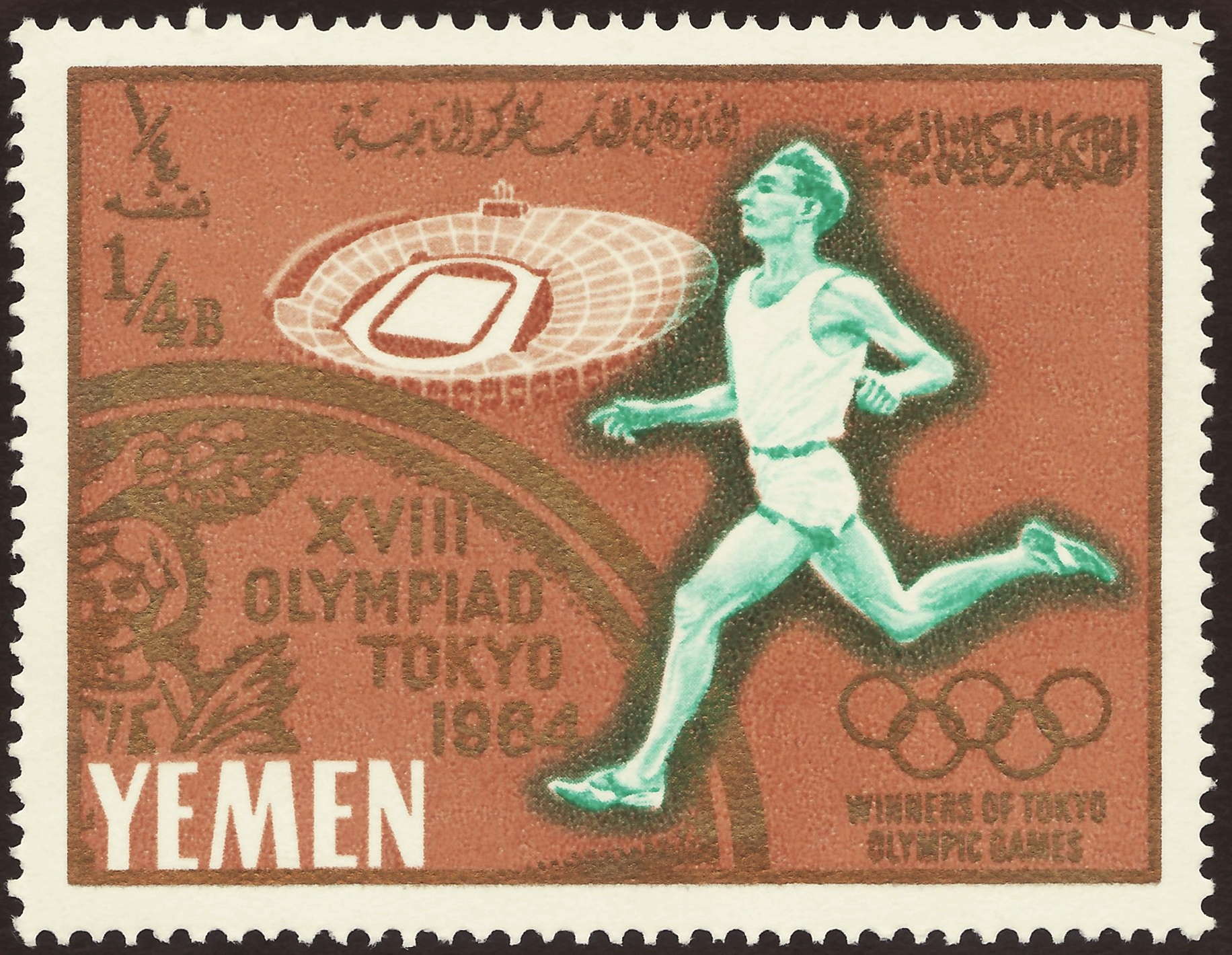
طابع بريدي اصدار المملكة المتوكلية اليمنية
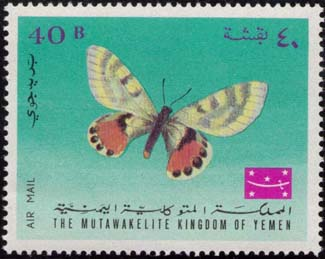
طابع بريدي اصدار المملكة المتوكلية اليمنية
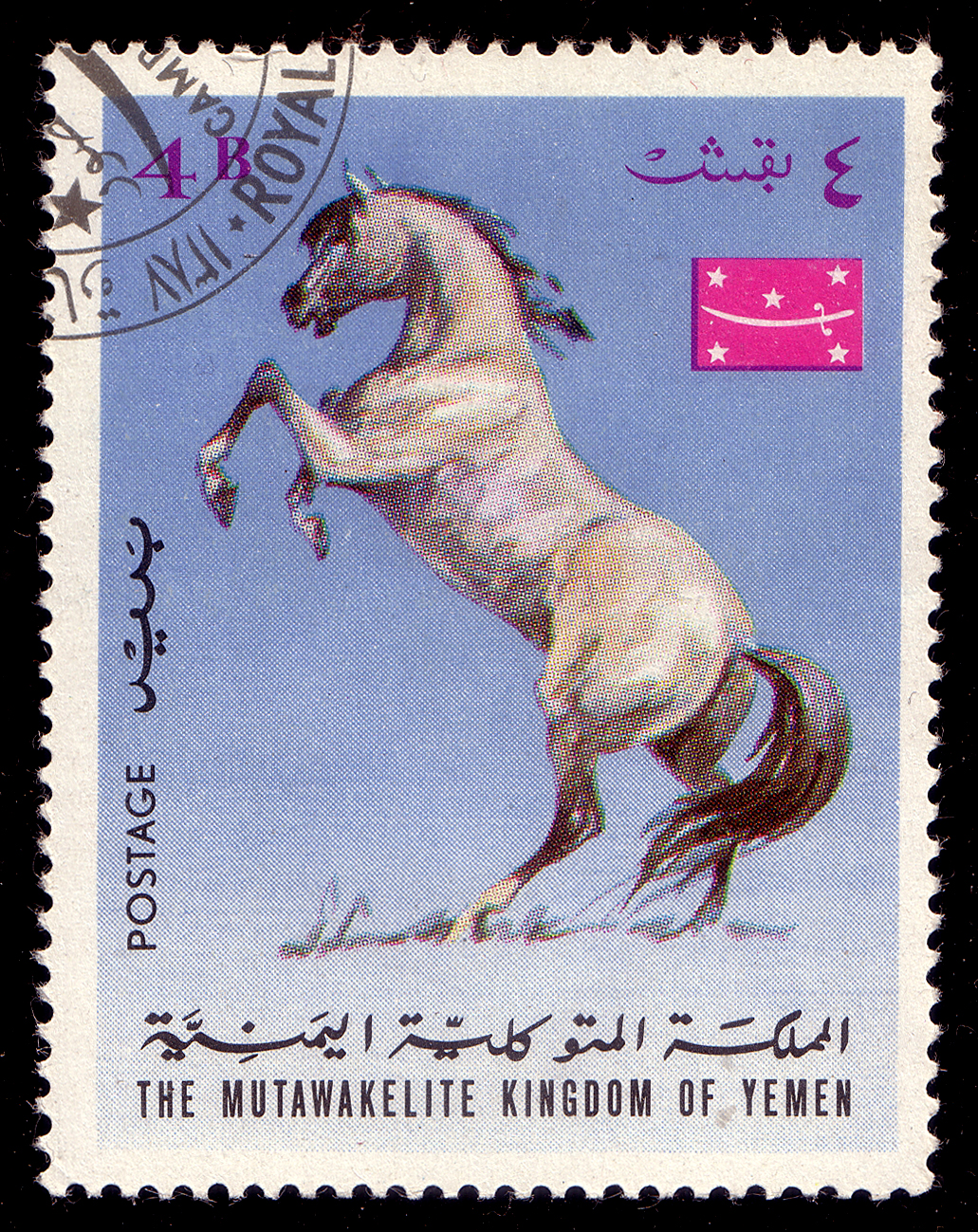
طابع بريدي اصدار المملكة المتوكلية اليمنية
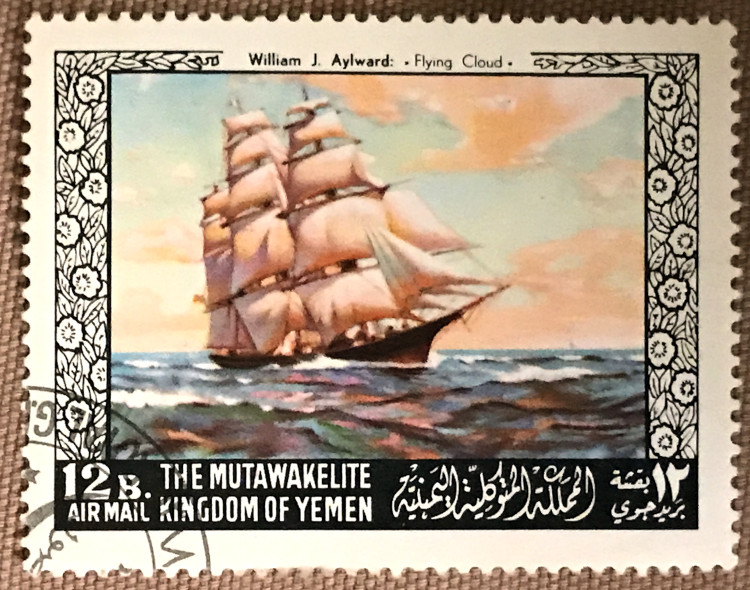
"السحابة الطائرة" كما رسمها الفنان الحربي والبحري الأمريكي ويليام ج. أيلوارد، على طابع بريدي من المملكة المتوكلية اليمنية
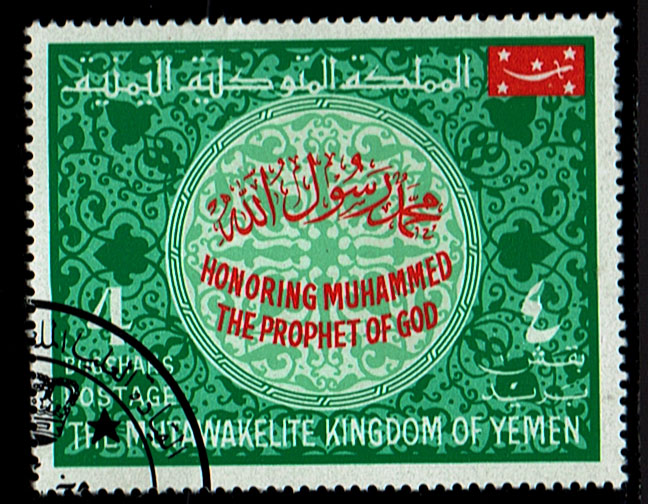
طابع بريدي كتب عليه محمد رسول الله

### مستعمرة عدن

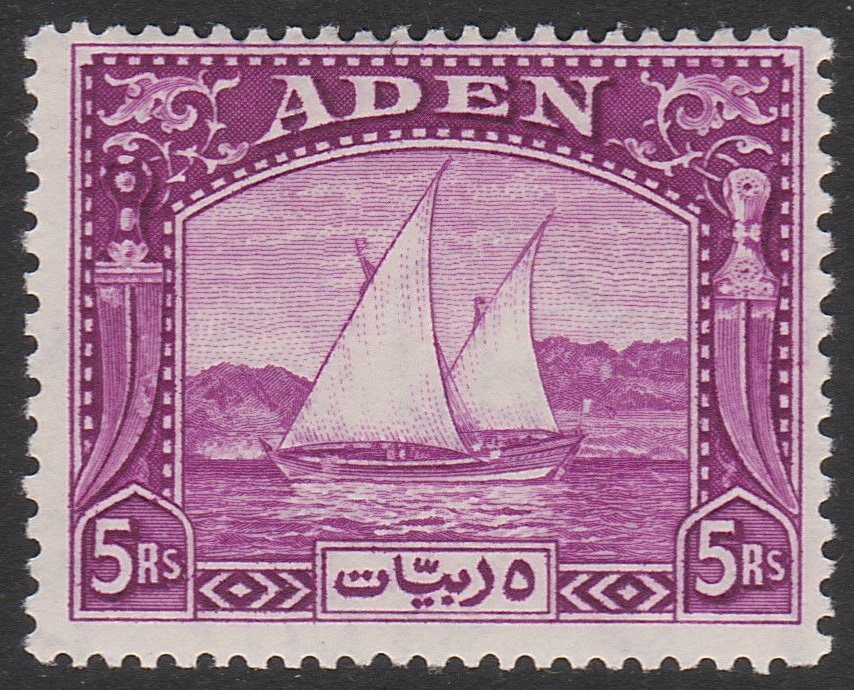
إصدار 1937
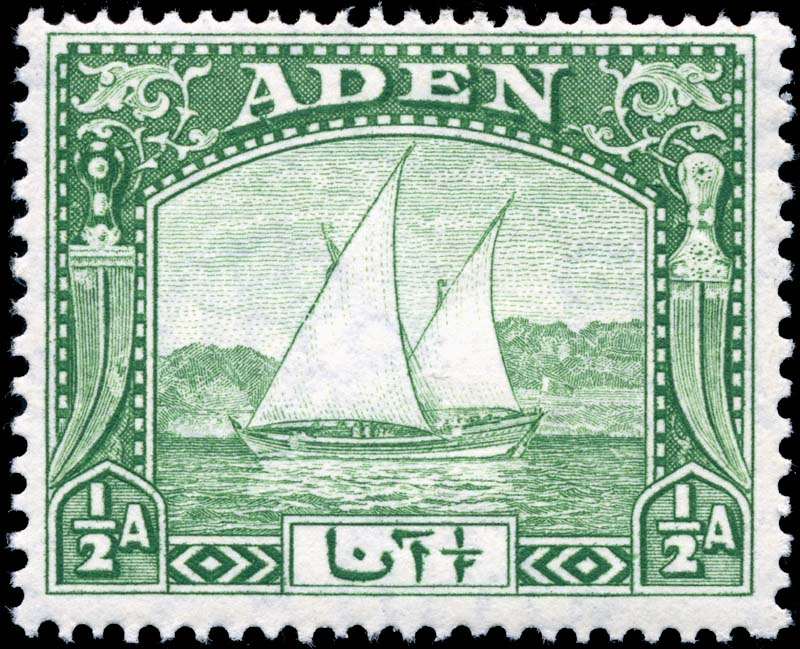
إصدار 1937
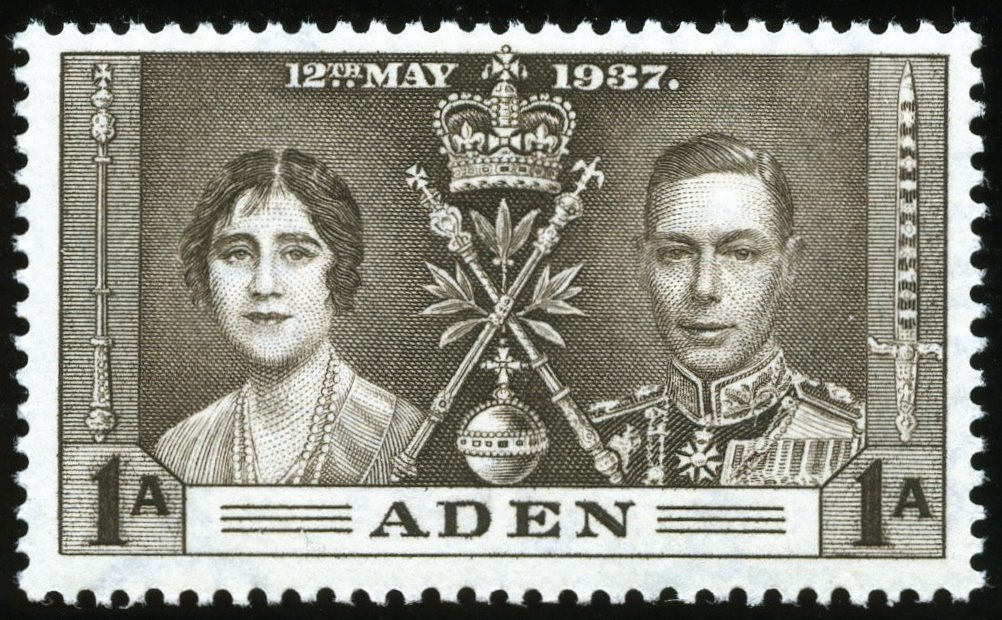
طابع بريدي إصدار سنة 1937 تظهر فيه صورة الملك جورج السادس والملكة اليزابيث
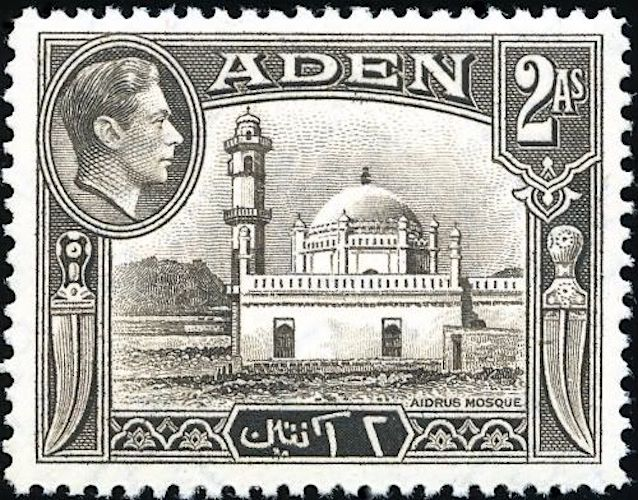
طابع بريد إصدار سنة 1938 يحمل صورة مسجد العيدروس في عدن
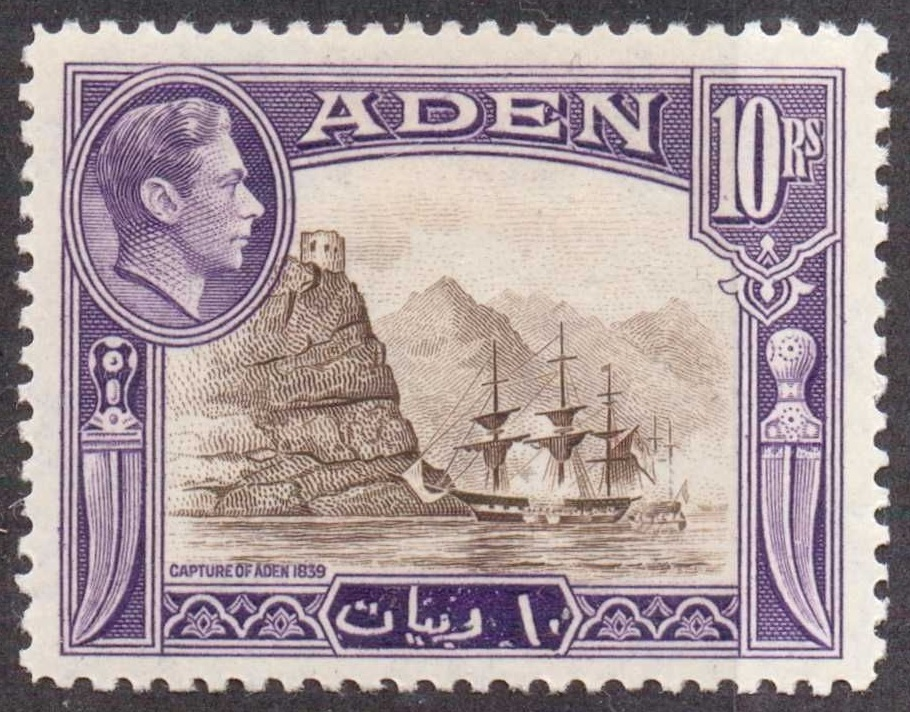
إصدار سنة 1939
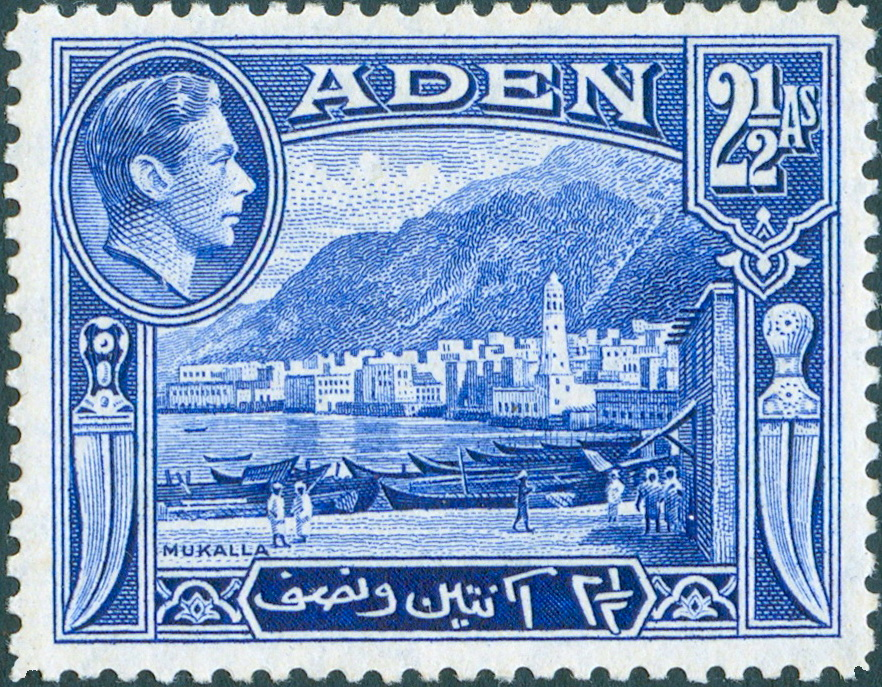
إصدار سنة 1939
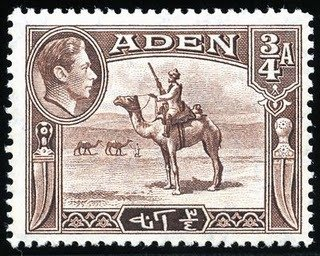
إصدار سنة 1939
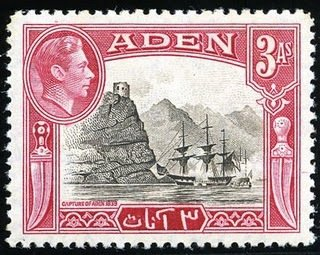
إصدار سنة 1939
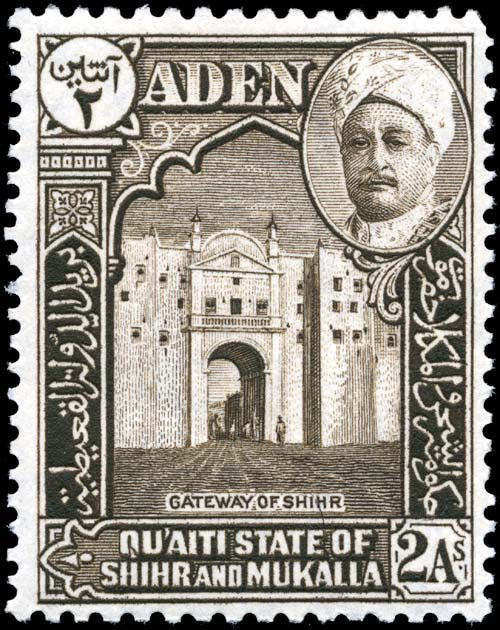
إصدار سنة 1942 حكومة الشحر والمكلا في حضرموت
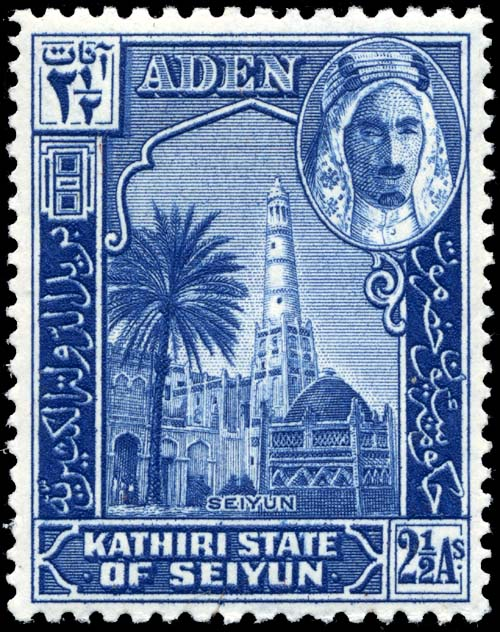
إصدار سنة 1942 حكومة سيئون في حضرموت

### الجمهورية العربية اليمنية

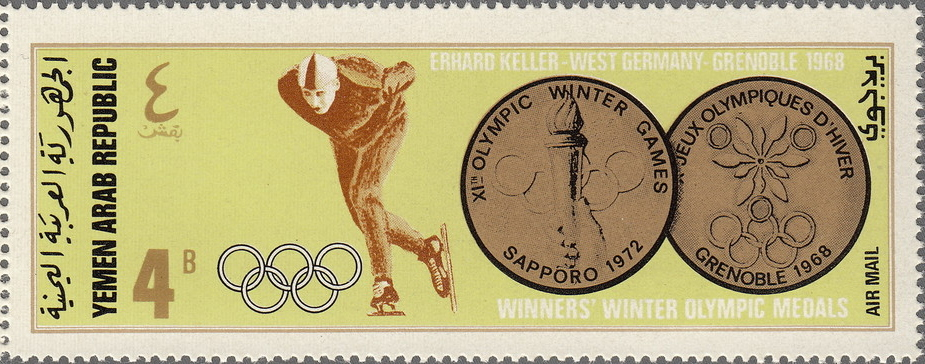
طابع بريدي اصدار الجمهورية العربية اليمنية
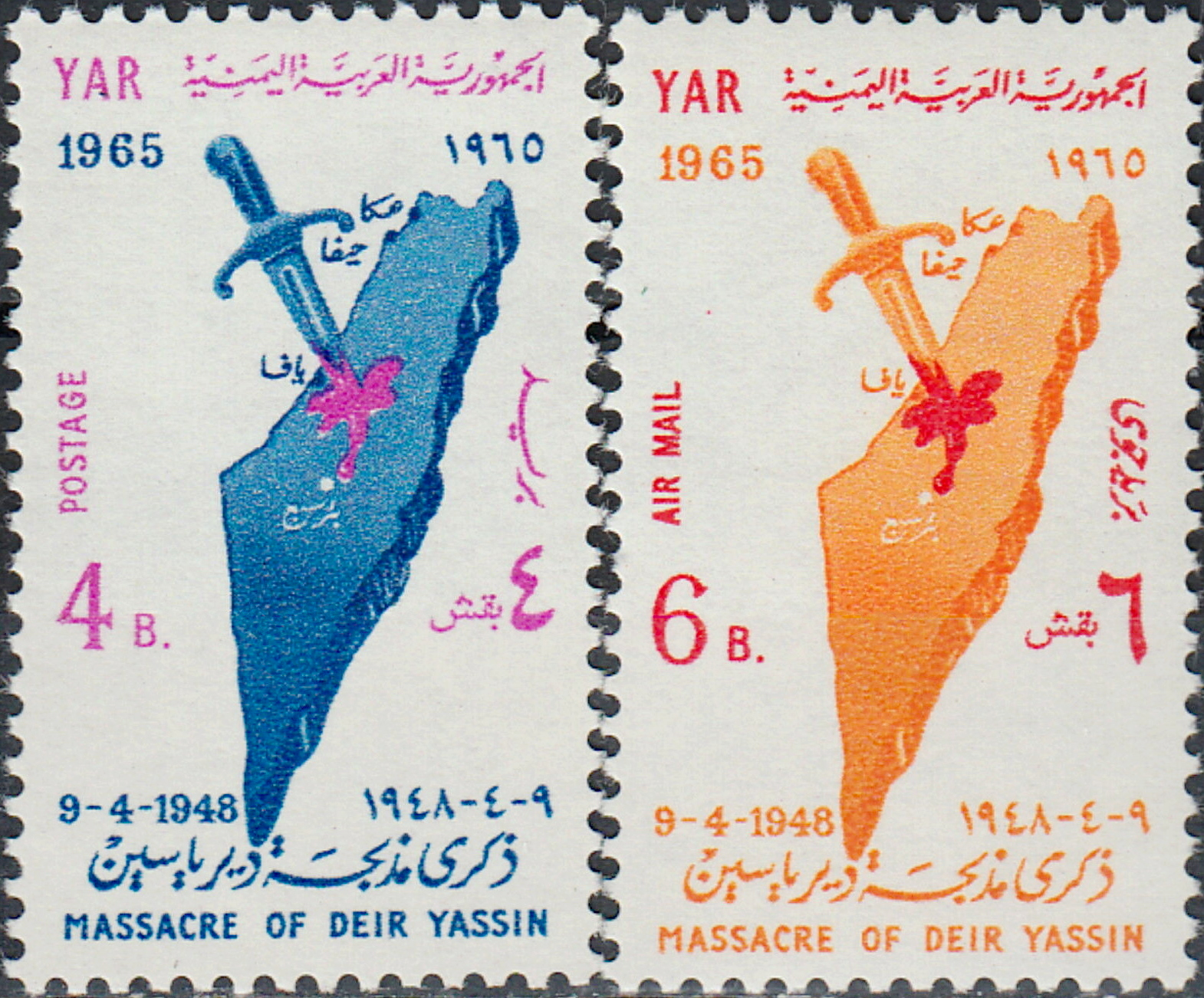
طابع بريدي اصدار الجمهورية العربية اليمنية بمناسبة ذكرى مذبحة دير ياسين
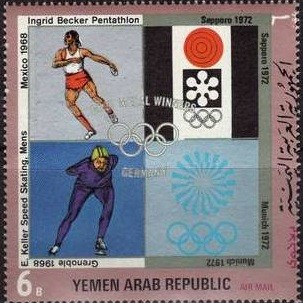
طابع بريدي اصدار الجمهورية العربية اليمنية
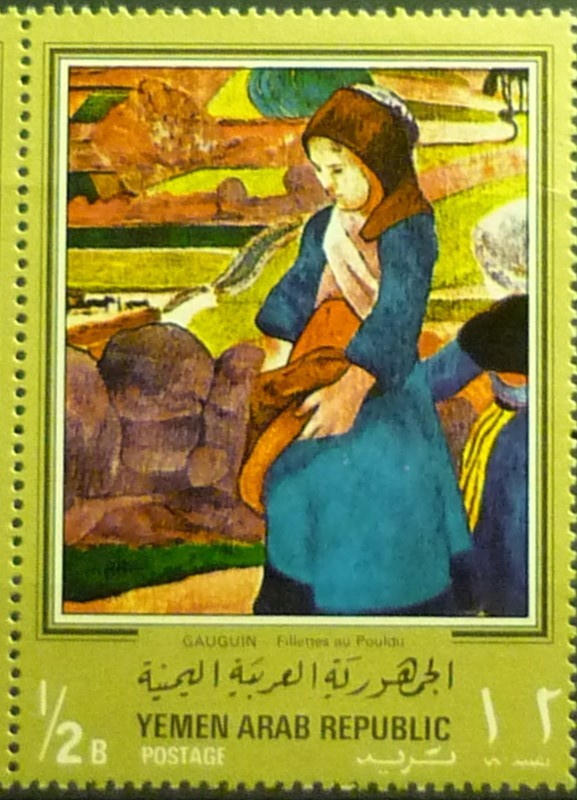
طابع بريدي اصدار الجمهورية العربية اليمنية
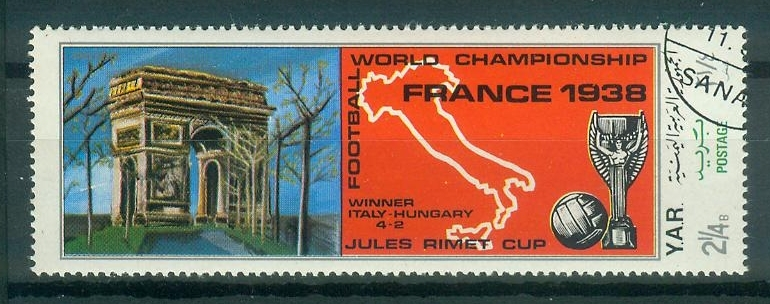
طابع بريدي اصدار الجمهورية العربية اليمنية
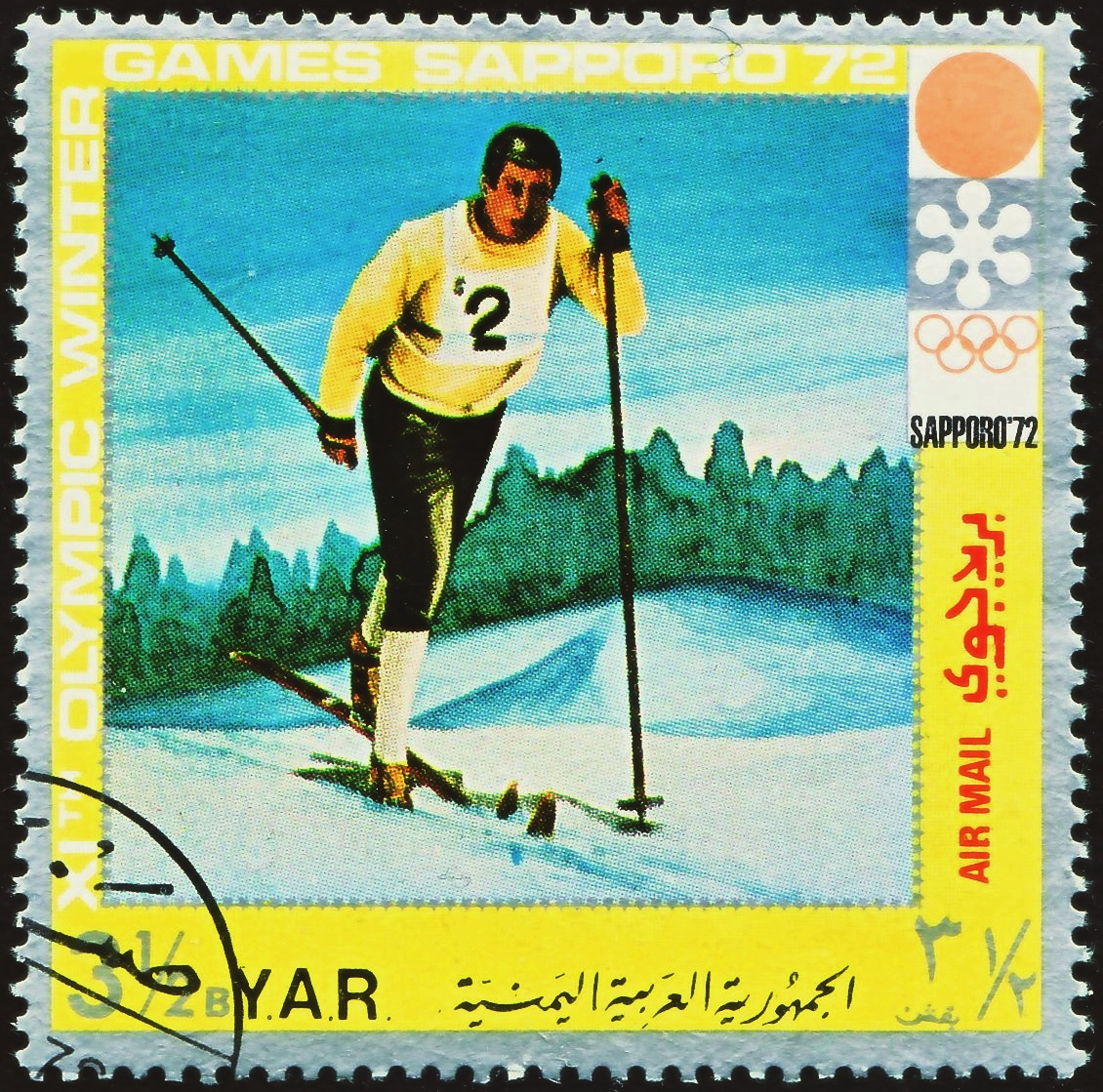
طابع بريدي اصدار الجمهورية العربية اليمنية 1971
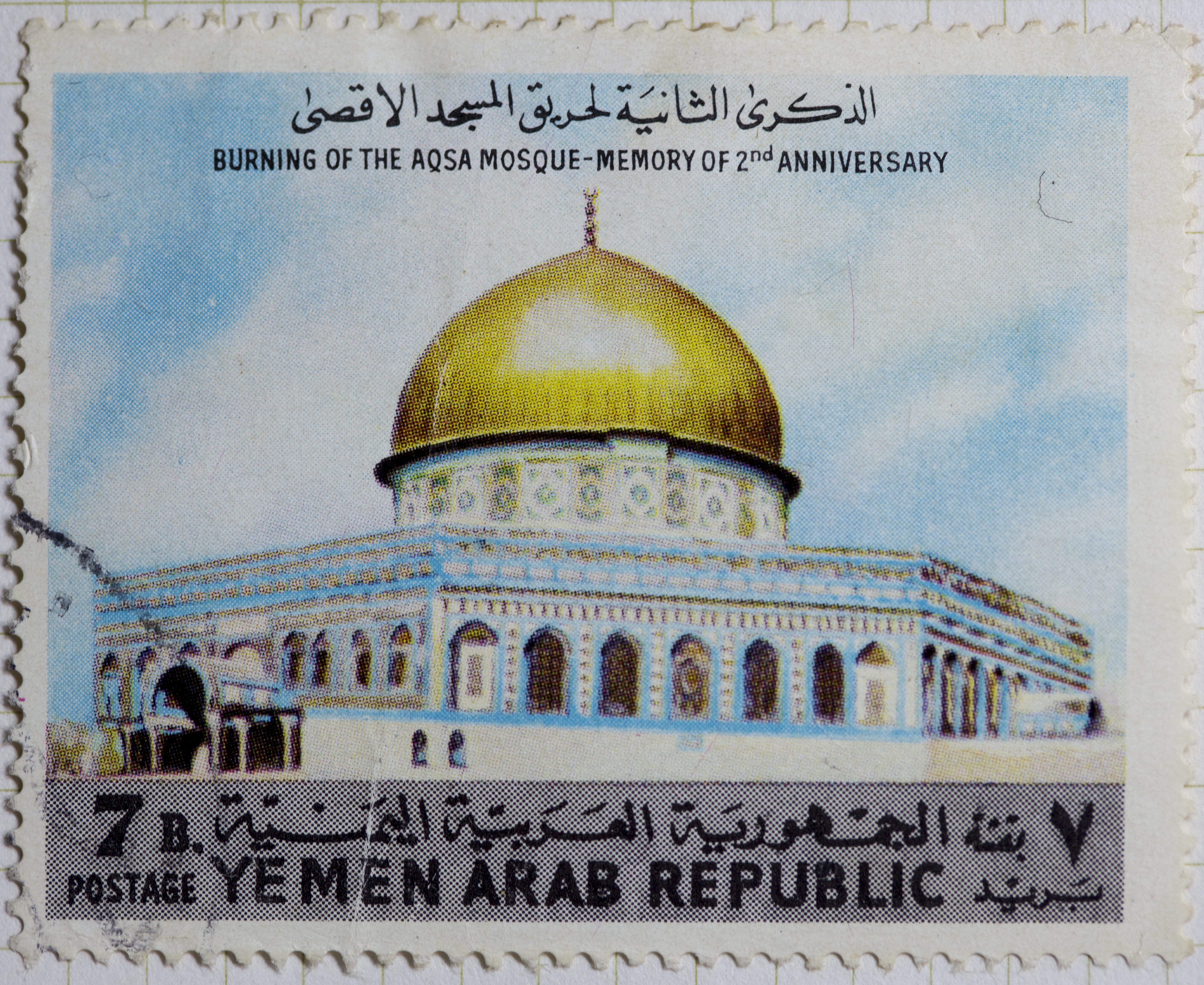
الذكرى الثانية لحريق المسجد الأقصى
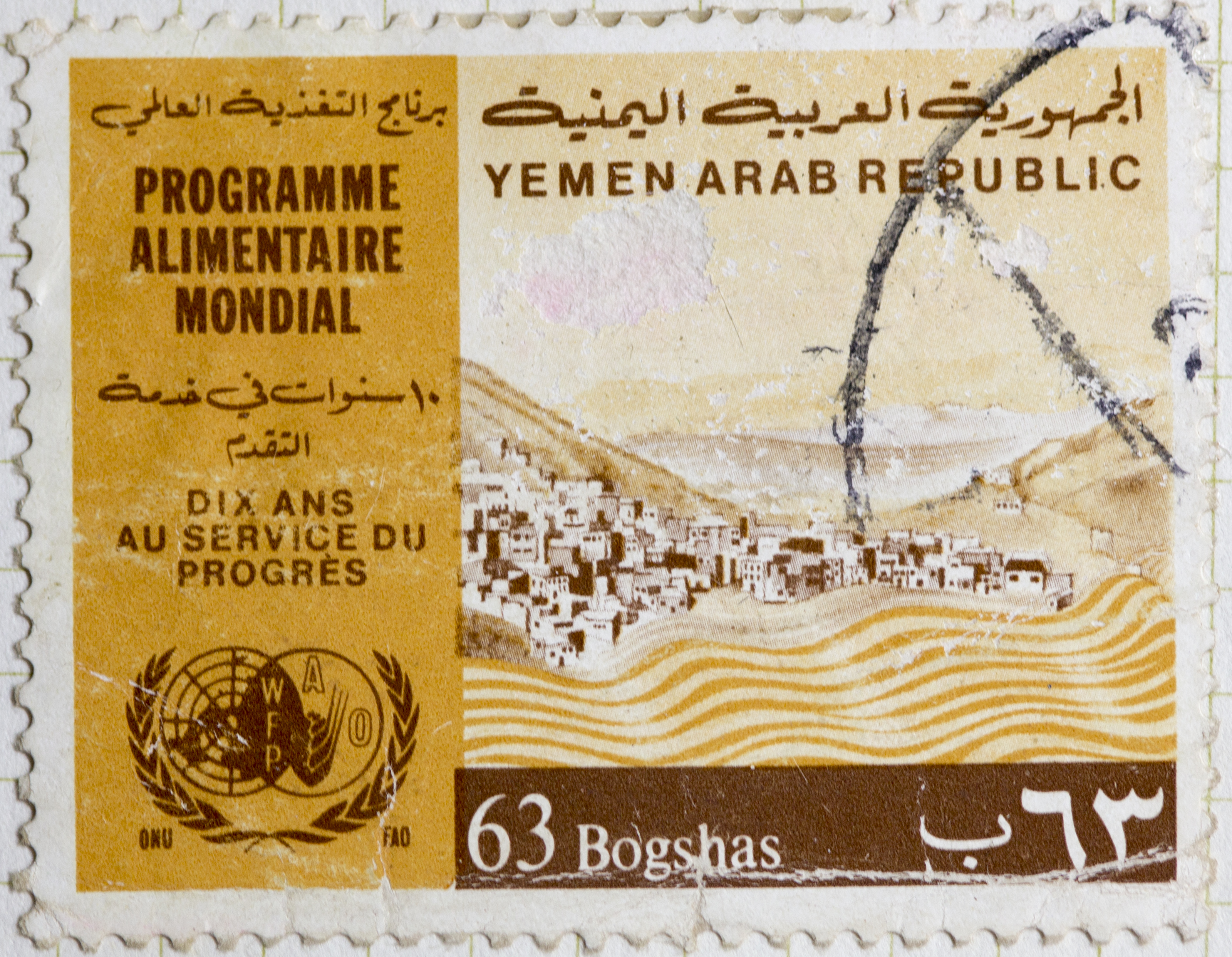
طابع بريد اصدرته الجمهورية العربية اليمنية ، برنامج التغذية العالمي

### جمهورية اليمن الديمقراطية الشعبية

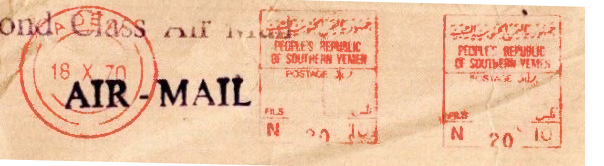
طابع بريدي اصدار جمهورية اليمن الديمقراطية الشعبية
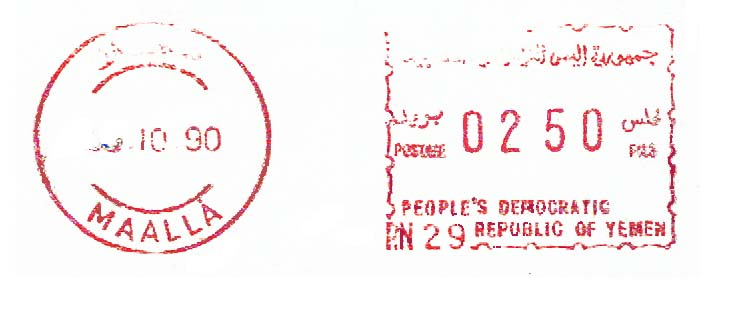
طابع بريدي اصدار جمهورية اليمن الديمقراطية الشعبية

### الجمهورية اليمنية

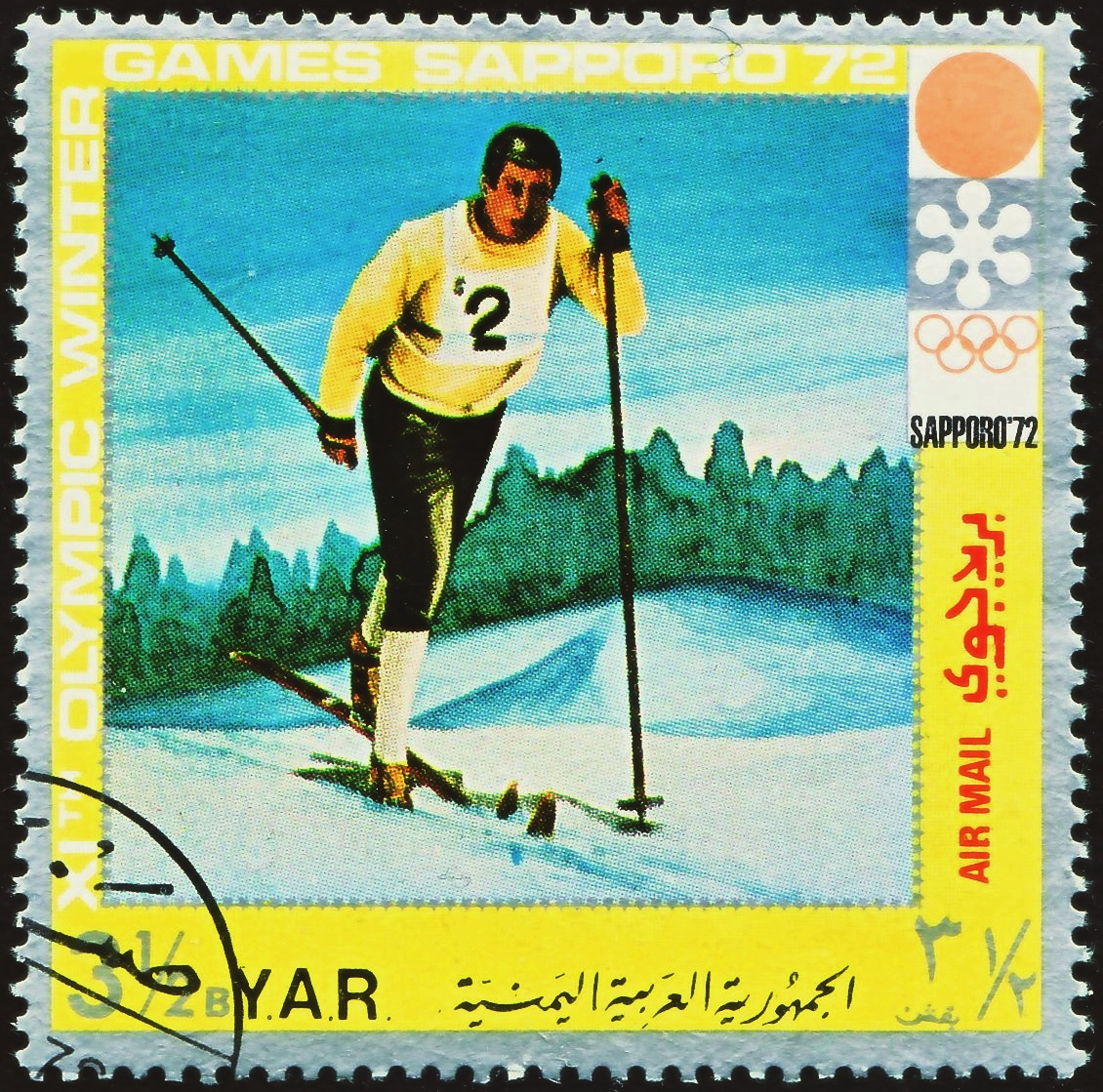
طابع بريدي اصدار الجمهورية العربية اليمنية 1971
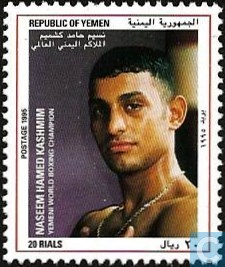
طابع بريدي اصدار الجمهورية اليمنية يحتفي بالملاكم اليمني نسيم حميد
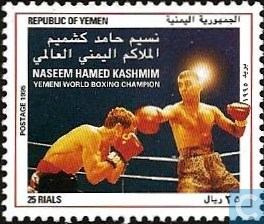
طابع بريدي اصدار الجمهورية اليمنية يحتفي بالملاكم اليمني نسيم حميد
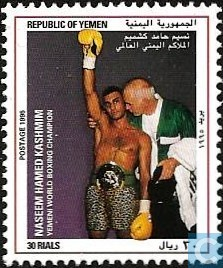
طابع بريدي اصدار الجمهورية اليمنية يحتفي بالملاكم اليمني نسيم حميد

## وصلات خارجية
- الموقع الرسمي.